# Filippo Buonarroti
Filippo Giuseppe Maria Ludovico Buonarroti (Pisa, 11 novembre 1761 – Parigi, 16 settembre 1837) è stato un rivoluzionario e politico italiano naturalizzato francese.
È stato uno dei più importanti rivoluzionari europei del primo Ottocento, discendente della famiglia dell'artista rinascimentale Michelangelo Buonarroti ed esponente del giacobinismo e del primo socialismo.

## Biografia
Filippo Buonarroti ricevette la sua prima istruzione alla scuola della Badia dei Benedettini Cassinesi sotto la guida di Bernardo De Rossi. Nel 1778 ricevette l'onorificenza di cavaliere di Santo Stefano e iniziò lo studio della giurisprudenza. Fu all'Università di Pisa che manifestò la sua attrazione verso filosofie radicali. I professori Sarti e Lampredi gli fecero conoscere gli autori illuministi, tra i quali i suoi prediletti erano Rousseau ed Helvetius, Mably e Morelly.
Si laureò e si sposò lo stesso giorno, l'8 giugno del 1782. Ma il matrimonio con la contessina Elisabetta Conti non durò. In questo periodo si occupava di commercio di libri, in particolare importava e faceva circolare opere dell'illuminismo francese. Questa attività gli venne contestata, con ordine di immediata interruzione di tale commercio. È probabile che già dal 1787 Buonarroti fosse entrato nella massoneria.
Dopo lo scoppio della rivoluzione in Francia, si trasferì in Corsica per aderire al movimento dei rivoluzionari còrsi. Alla fine del Settecento, l'isola presentava un assetto economico precapitalistico, con proprietà terriere estremamente suddivise ed equamente ripartite, in cui Buonarroti vedeva realizzato l'ideale dell'uguaglianza e della libertà di cui si era nutrito durante il periodo degli studi in Toscana.

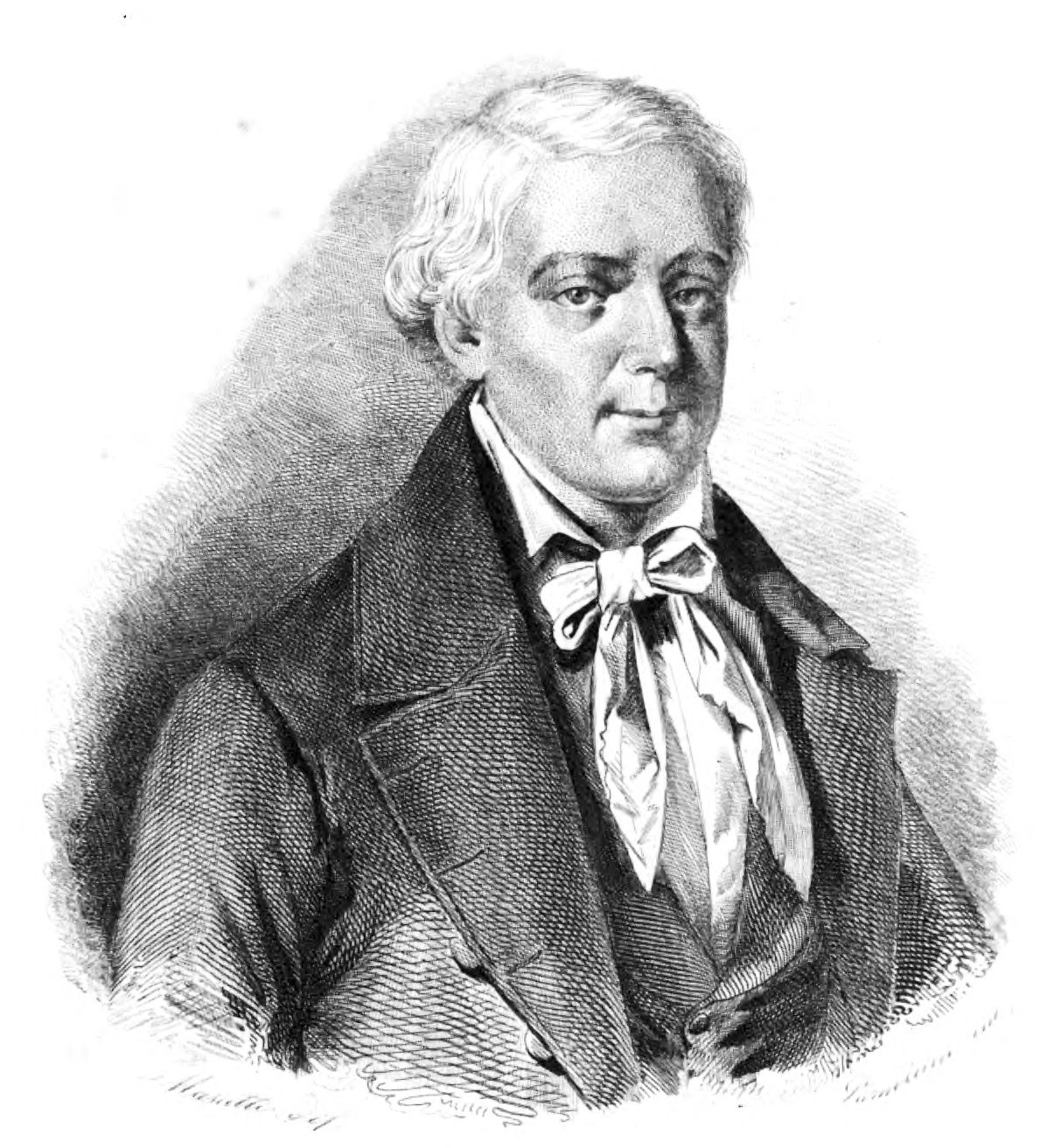
Filippo Buonarroti in gioventù

In Corsica ricoprì incarichi pubblici al Consiglio generale di Corte e si associò alla Società degli Amici della costituzione e alla Società degli Amici del popolo. Nell'aprile del 1790 fondò Il Giornale Patriottico della Corsica, foglio portatore di istanze rivoluzionarie ed egualitarie, che può essere considerato il primo giornale rivoluzionario scritto in lingua italiana, in cui Buonarroti sosteneva le sue tesi fondamentali basate principalmente sulla dottrina politica di Jean-Jacques Rousseau, e cioè:
a) l'affermazione di una società agricola egualitaria;
b) l'evidenza della religione naturale;
c) l'educazione e l'istruzione come compito inderogabile dello stato;
d) la condanna del commercio e dell'industria
e) la volontà generale come fondamento della comunità politica.

### Ideali e pratica della rivoluzione
Buonarroti aveva chiaro che la diffusione dei principi quali la libertà, l'eguaglianza, la fraternità, l'amore della patria non poteva risolversi senza una generale riforma dei costumi e delle istituzioni, cioè doveva essere parte dell'opera di una grande rigenerazione umana. Alla base della società comunista doveva esservi una forte tensione morale, tale da portare nel giro di qualche generazione alla nascita di un uomo nuovo. Accanto dunque all'abolizione della proprietà privata, era necessario modificare radicalmente "il cuore degli uomini", dando alla collettività una superiore coscienza morale.
A Parigi il Buonarroti, dopo aver chiesto e ottenuto la cittadinanza francese (il suo nome fu anche francesizzato in Philippe Buonarroti), frequentò il club dei giacobini e conobbe Robespierre. Di lui condivise lo scorgere nei violenti contrasti sociali di allora i segnali della lotta di classe, della guerra tra il ricco ed il povero.
(Filippo Buonarroti)
Gli eventi rivoluzionari svolsero una funzione propulsiva per la creazione di sistemi politico-sociali eversivamente innovatori che poté sperimentare direttamente sul Principato di Oneglia, stato ligure (da un secolo e mezzo facente parte dell'unione personale degli "stati dei duchi di savoia", circondata dalla Repubblica di Genova), conquistata dai francesi ed in cui il Buonarroti venne nominato commissario rivoluzionario nell'aprile 1794 da parte del governo emergenziale del Comitato di salute pubblica.
In questo periodo cominciò la convivenza con Teresa Poggi, che più tardi sposerà grazie alle leggi rivoluzionarie francesi che consentivano il divorzio. L'esperienza di Oneglia fu la possibilità di realizzare un ordinamento amministrativo e politico i cui risultati furono l'abolizione dei privilegi, imposizioni ai ricchi, distribuzione a buon prezzo del grano ai poveri, censimento dei ricchi e delle loro rendite nonché degli indigenti da soccorrere, vendita dei beni mobili ed immobili di coloro che avessero osteggiato la repubblica, applicazione del maximum dei prezzi per non rovinare le risorse del paese, lotta contro i falsi assegnati, istituzione dei Comitati di Istruzione e di scuole primarie e secondarie per una formazione gratuita, popolare, laica e democratica.
L'esperienza di Oneglia va ricordata anche perché vi soggiornarono dei profughi politici italiani, di cui molti napoletani (Michele De Tommaso, Carlo Lauberg, Giovanni Letizia), che vennero impiegati, insieme ad alcuni còrsi, nell'amministrazione e nell'istruzione locale.
Il 9 termidoro dell'anno II (27 luglio 1794), la reazione termidoriana, con un colpo di stato, eliminò Maximilien de Robespierre e si scatenò contro i suoi più stretti collaboratori e i club giacobini: la rivoluzione veniva ricondotta su binari borghesi. Il Comitato di sorveglianza, il 4 marzo 1795, dispose l'arresto del Buonarroti, che venne tradotto a Parigi e rinchiuso nella prigione del Plessis, in quanto partigiano della politica robespierristica e sospettato di aver rappresentato una minaccia per persone e proprietà di Genova e della Svizzera.
Nel Plessis il Buonarroti incontrò Gracco Babeuf, giacobino ed enragé insieme al quale realizzerà il progetto della congiura degli Eguali.

### La congiura degli Eguali
(Filippo Buonarroti, Cospirazione per l'uguaglianza, 1828)

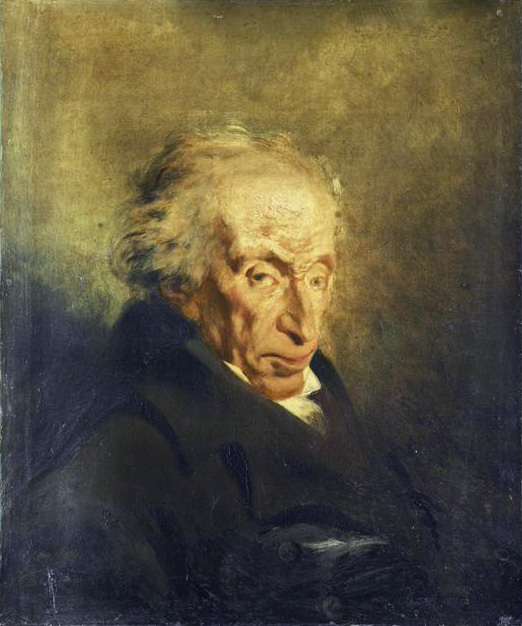
Filippo Buonarroti all'età di 69 anni (1830)

Buonarroti maturò durante la prigionia la convinzione che la rivoluzione doveva tendere all'instaurazione di un sistema egualitaristico e comunistico, che bisognava abolire la proprietà privata, generatrice della divisione tra ricchi e poveri, detentori del potere e governati sfruttati. La presenza simultanea in carcere di gente come Babeuf, Bodson, Debon ed i seguaci di Robespierre perseguitati dalla reazione termidoriana fece in modo che il Plessis divenisse un focolaio di cospirazione.
Dopo le sanguinose repressioni delle insurrezioni democratico-popolari di ispirazione montagnardo-giacobina dell'aprile-maggio 1795 effettuate dalla Convenzione termidoriana (insurrezione del 12 germinale anno III e insurrezione del 1º pratile anno III) e della rivolta realista del 5 ottobre dello stesso anno, il Direttorio volle riappacificarsi con le forze giacobine, ammettendole nuovamente alla vita politica dopo la persecuzione del Terrore bianco. Il primo gesto di distensione fu un'amnistia per i democratici che si trovavano in prigione. Di questa amnistia fruirono Buonarroti, Babeuf, Darthé e molti altri dei protagonisti della congiura degli Eguali.
Iniziò allora la stagione delle società intellettuali e delle riviste con l'apertura, a Parigi, della società popolare del Panthéon, che proprio grazie a Buonarroti, che la presiedette varie volte, si trasformò ben presto in un centro di opposizione alla politica termidoriana. Quando il Club del Pantheon venne sciolto per ordine del Direttorio, e tale ordine venne eseguito dal Bonaparte, l'attività di lotta politica del Buonarroti continuò con altri organismi segreti, tra cui il Direttorio segreto di salute pubblica.
Nell'organizzazione della congiura degli Eguali Babeuf e Buonarroti, redassero insieme l'Atto insurrezionale. Alla penna di Buonarroti spetta anche l'attribuzione dell'Analyse de la doctrine de Babeuf, che venne diffusa a Parigi circa un mese prima che la congiura venisse scoperta. L'intenzione dei congiurati era quella di divulgare il più possibile la dottrina egualitaria, dimostrando che la dottrina del Babeuf non costituiva un pericolo, ma era il coronamento logico dei concetti trattati dagli scrittori illuministi.
Il Direttorio termidoriano non riuscì ad impedirne la larga diffusione nei sobborghi, l'affissione ai muri. Nonostante la moderazione e la sobrietà, l'Analyse de la doctrine de Babeuf provocò comunque scalpore.
Gli Eguali asseriscono esplicitamente la proprietà comune della terra, la comunità dei lavori, dei beni e dei godimenti; l'organizzazione collettiva dell'esistenza; la necessità di riunire tutte le ricchezze nelle mani della repubblica; far lavorare tutti i cittadini validi, ciascuno secondo le sue capacità e le sue attuali abitudini; utilizzare i lavori, avvicinando quelli che sono complementari l'uno dell'altro ed imprimendo un nuovo indirizzo a quelli che sono effetto unicamente dell'attuale ingorgo della ricchezza; raccogliere continuamente nei depositi pubblici tutti i prodotti della terra e dell'industria.
La congiura venne scoperta il 10 maggio 1796 e Buonarroti, Babeuf e gli altri rivoluzionari vennero arrestati. L'Alta corte di giustizia di Vendòme, il 25 maggio 1797, condannò a morte Babeuf e Darthé, ed alla deportazione a vita Buonarroti ed altri sette congiurati.

### Il Sublime Maestro Perfetto
Rinchiuso nel forte di Cherbourg, Buonarroti rimase tre anni in attesa di essere deportato. Ciò non avvenne, poiché intanto era divenuto primo console Napoleone Bonaparte, che, per celebrare la sua nomina, autorizzò una mitigazione della pena e il trasferimento dei babuvisti al confino, nell'isola di Oléron.
Nel febbraio 1803 Buonarroti venne trasferito a Sospello, nelle Alpi Marittime, e da qui, nel giugno 1806, a Ginevra, ormai territorio francese, dove ebbe la possibilità di ricostruire i legami con l'ambiente politico esterno, e fu ospitato da Jean-Pierre Marat, fratello minore del rivoluzionario Jean-Paul. Nel 1806 è membro della Loggia Massonica Les Amis Sincères di Ginevra, ne è Maestro Venerabile nel 1811, quando le autorità ne ordinano la chiusura per le attività politiche che vi si svolgevano.
Già a Sospello il Buonarroti entrò in contatto con la setta segreta antibonapartista dei Filadelfi, setta che poi si fuse nell'unica Adelfia, di cui diventò il capo e protagonista. Intorno al 1818 l'Adelfia si trasformò nella Società dei Sublimi Maestri Perfetti.
Quest'ultima organizzazione non aveva, come l'Adelfia e le altre organizzazioni egualitariste, un'organizzazione orizzontale; erano un "ordine", anche se la gerarchia era di gradi e non di funzioni. La dottrina politica completa veniva rivelata solo alle persone di cui si pensava potersi fidare, quindi che avessero percorso tutti i gradi di iniziazione.
I gradi erano tre:
- il primo grado, "sublime maestro perfetto", in cui si rivelava l'esistenza di Dio e dell'immortalità dell'anima, il principio della carità universale, dell'eguaglianza e della libertà, il patto sociale;
- il secondo grado, "sublime eletto", in cui si proclamava la sovranità popolare, la elettività e la temporaneità delle cariche, il tirannicidio;
- il terzo grado, "perfetto architetto", in cui si esplicitava che i mali del mondo derivano dalla divisione della terra, proponendo una sorta di comunismo agrario.

Buonarroti non si limitava ad agire nella Società dei Sublimi Maestri Perfetti: aveva istituito altre sette secondarie che, muovendosi in libertà, non sapevano della loro diretta dipendenza dalla principale organizzazione buonarrotiana. Il Buonarroti, perciò, con questo sistema di federazioni, controllava una costellazione insurrezionale in tutte le nazioni europee: elementi buonarrotiani si ritrovano nella setta degli Indipendenti in Svizzera, in Germania e nella Carboneria francese.
Il fallimento dei moti napoletano e piemontese del 1820-1821 ruppe le file del settarismo politico: riconosciuta l'opera d'impulso del Buonarroti, l'Austria fece pressione sulle autorità elvetiche affinché il Buonarroti venisse espulso da Ginevra.
Filippo si recò quindi a Bruxelles, dove stabilì la sua residenza (1824-1830) e, sotto il nome di Camille, svolse attività di direzione della vendita centrale della Carboneria francese.
Al periodo belga risale l'opera Conspiration pour l'Egalitè dite de Babeuf. Buonarroti continuò sempre a ritenere la Francia nazione guida. Tornò quindi a Parigi, dove lavorò alla tessitura dei rapporti con i rivoluzionari italiani a Parigi, Ginevra, Londra ed in altre città in cui vi erano esuli della penisola italiana.
A questo periodo risalgono i controversi rapporti con Giuseppe Mazzini, inizialmente concordanti nelle intenzioni politiche, in seguito afflitti da contrasti per una diversa valutazione della questione sociale, fondamentalmente interpretata dal Buonarroti in termini di classe
(Giuseppe Mazzini)
Buonarroti fondò infatti, da affiancare alla Giovine Italia di Mazzini, nel 1832 la Società dei Veri Italiani, ideologicamente giacobina ed egualitaria che perseguiva come scopo, fissato nel primo articolo dello statuto,  " l'unità, indipendenza e libertà d'Italia, intendendo per libertà un Governo democratico istituito sulla sovranità del popolo e perfetta eguaglianza."
Morì a Parigi nel 1837 e venne sepolto nel cimitero di Montmartre.

## Opere
- La Riforma dell'Alcorano (1786)
- Histoire des sociétés secrètes de l'armée (1815)
- Conspiration des égaux (1828)
- Histoire de la Conspiration pour l'Égalité dite de Babeuf (1828)
- Riflessi sul governo federativo applicato all'Italia (1831)
- Del governo d'un popolo in rivolta per conseguire la libertà (1833)
- Observations sur Maximilien Robespierre (1836)

## Omaggi
- Gli sono stati dedicati a Pisa il secondo liceo scientifico e una via.
- Strade intitolate a Filippo Buonarroti sono presenti anche a Livorno e a Imperia.